# Entandrophragma angolense
Pour les articles homonymes, voir Tiama (homonymie).
Espèce
Synonymes
- Entandrophragma angolense var. macrophyllum (A. Chev.) Panshin[1]
- Entandrophragma candolleana De Wild. & T.Durand[1]
- Entandrophragma gregoireianum Staner[1]
- Entandrophragma leplaei Vermoesen[1]
- Entandrophragma macrophyllum A.Chev.[1]
- Entandrophragma platanoides Vermoesen[1]
- Entandrophragma rederi Harms[1]
- Entandrophragma septentrionale A.Chev.[1]
- Swietenia angolensis Welw.[1]

Statut de conservation UICN

 VU A1cd : Vulnérable
Entandrophragma angolense (aussi appelé Tiama), est une espèce d'arbre de la famille des Méliacées originaire d'Afrique. C'est une essence recherchée pour son bois de qualité.

## Liste des variétés
Selon Tropicos (18 août 2017) (Attention liste brute contenant possiblement des synonymes) :
- variété Entandrophragma angolense var. dolichocarpum Harms
- variété Entandrophragma angolense var. macrophyllum (A. Chev.) Panshin